# Southern Natural Gas Pipeline
Southern Natural Gas Pipeline (SNG) — трубопровідна система, споруджена для постачання природного газу з нафтогазоносних басейнів Мексиканської затоки до ряду південних штатів США.
Починається у штаті Луїзіана та прямує у загальному напрямку на схід через Міссісіпі та Алабаму до Джорджії. Окремі відгалуження заходять також у Флориду, Південну Кароліну та Теннессі. У складі SNG можна виділити дві основні гілки:
- південна, що починається в Shady Side у кількох десятках кілометрів на південний захід від Батон-Руж. Спочатку вона спрямована на північний схід до компресорної станції Gwinville у штаті Міссісіпі, від якої повертає на схід і тягнеться до Aiken в Південній Кароліні, де має інтерконектор з Dominion Carolina Gas Transmission. У вихідному районі існує її з'єднання з найвідомішим газовим хабом США Henry,[1] а також з іншим хабом Луїзіани Choctaw (на околиці Батон-Руж), який зокрема дає доступ до продукції сланцевої формації Haynesville через трубопровід Acadian Haynesville.[2] Незадовго до кінцевої точки південна гілка сполучається перемичкою з терміналом ЗПГ Ельба;

- північна, що починається з компресорної станції Logansport на північному заході Луїзіани та прямує повз газовий хаб Perryville до Атланти. Незадовго до кінцевої точки від неї починається відгалуження на північ до Чаттануги у штаті Теннесі,[3] яке з'єднується з East Tennessee Natural Gas.[4]

Між цими двома компонентами існують кілька перемичок, а північна гілка має сполучення з підземними сховищами газу в районах Bear Creek (Луїзіана) та Muldon (Міссісіпі). Окрім згаданих вище інтерконекторів, можна вказати на сполучення з системою Transco, маршрут якої так само проходить від Луїзіани через південні штати, та з Florida Gas Transmission (двічі — у хабі Choctaw та в окрузі Клей на північному сході Флориди).
Розвиток системи почався у 1929 році з першого трубопроводу по маршруту майбутньої північної гілки через Бірмінгем до Атланти. Станом на середину 2010-х років загальна довжина SNG становить близько 7000 миль, а пропускна здатність близько 30 млрд м3 на рік. Робочий обсяг підземних сховищ газу становить близько 1,7 млрд м3.